# Garden Plain Township (Illinois)
Die Garden Plain Township ist eine von 22 Townships im Whiteside County im Nordwesten des US-amerikanischen Bundesstaates Illinois. Im Jahr 2010 hatte die Garden Plain Township 1072 Einwohner.

## Geografie
Die Garden Plain Township liegt im Nordwesten von Illinois am östlichen Ufer des Mississippi, der die Grenze zu Iowa bildet. Die Grenze zu Wisconsin befindet sich rund 100 km nördlich.
Die Garden Plain Township liegt auf 41°47′59″ nördlicher Breite und 90°08′16″ westlicher Länge und erstreckt sich über 81,8 km², die sich auf 79,5 km² Land- und 2,3 km² Wasserfläche verteilen.
Die Garden Plain Township liegt im Westen des Whiteside County und grenzt im Westen getrennt durch den Mississippi an das Clinton County in Iowa. Innerhalb des Whiteside County grenzt die Garden Plain Township im Norden an die Fulton Township, im Nordosten an die Ustick Township, im Osten an die Union Grove Township, im Südosten an die Fenton Township, im Süden an die Newton Township sowie im Südwesten an die Albany Township.

## Verkehr

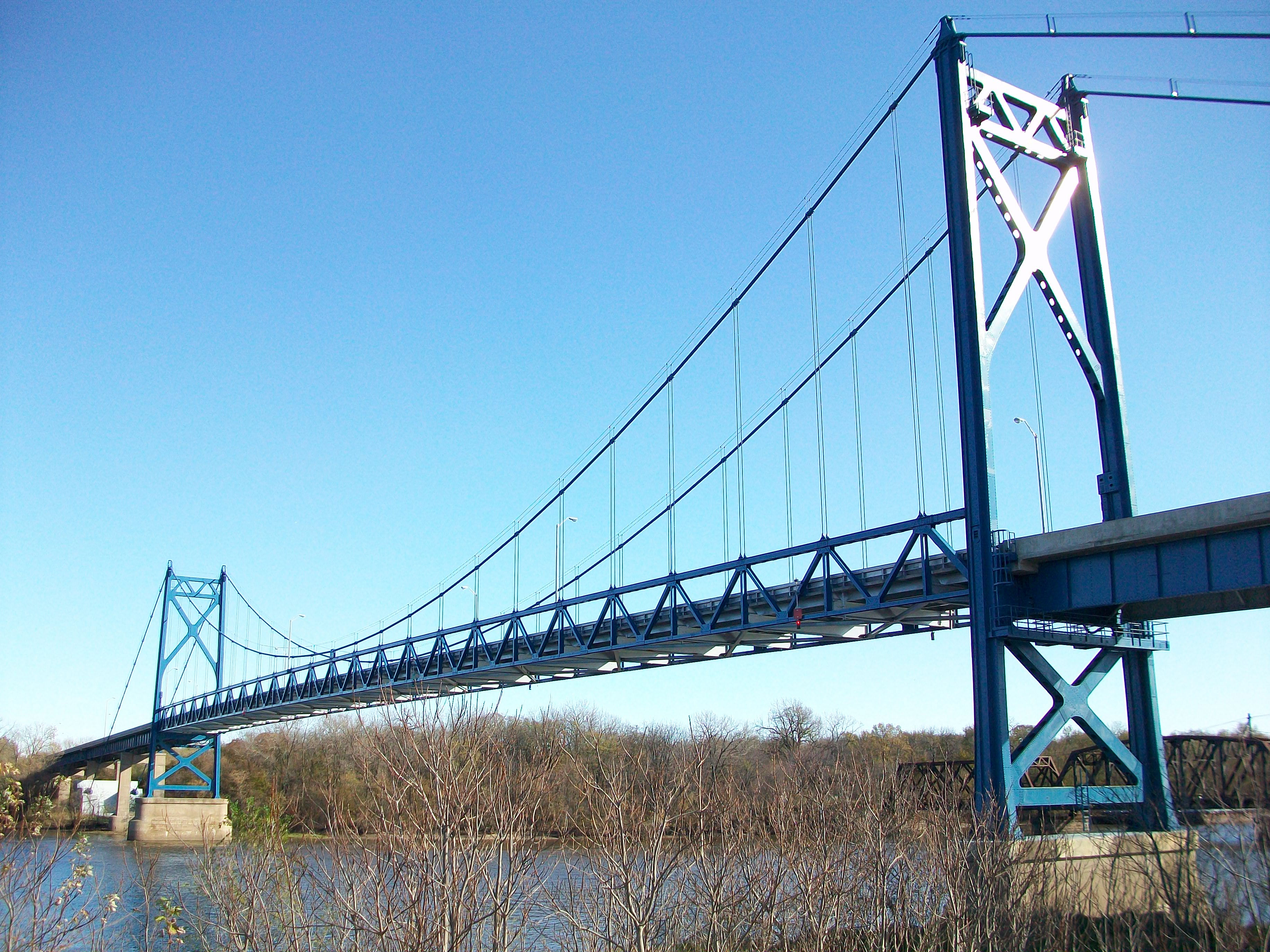
Die Gateway Bridge, über die der U.S. Highway 30 den Mississippi quert

Durch die Garden Plain Township verläuft in Ost-West-Richtung der U.S. Highway 30, der von Osten über die Gateway Bridge den Mississippi in Richtung Clinton in Iowa nach Westen quert. Entlang des Mississippi führt durch die Garden Plain Township die hier den Illinois-Abschnitt der Great River Road bildende Illinois State Route 84. Alle anderen Straßen sind County Roads oder weiter untergeordnete und zum Teil unbefestigte Fahrwege.
Durch die Garden Plain Township verlaufen zwei Eisenbahnlinien der BNSF Railway und der Union Pacific Railroad. Über die parallel zur Gateway Bridge verlaufende Clinton Railroad Bridge quert die Union Pacific den Mississippi nach Westen.
Der nächstgelegene größere Flughafen ist der rund 60 km südwestlich der Township gelegene Quad City International Airport.

## Demografische Daten
Nach der Volkszählung im Jahr 2010 lebten in der Garden Plain Township 1072 Menschen in 433 Haushalten. Die Bevölkerungsdichte betrug 13,5 Einwohner pro Quadratkilometer. In den 433 Haushalten lebten statistisch je 2,48 Personen.
Ethnisch betrachtet setzte sich die Bevölkerung zusammen aus 96,5 Prozent Weißen, 0,4 Prozent Afroamerikanern, 0,3 Prozent amerikanischen Ureinwohnern, 0,3 Prozent Asiaten sowie 1,4 Prozent aus anderen ethnischen Gruppen; 1,0 Prozent stammten von zwei oder mehr Ethnien ab. Unabhängig von der ethnischen Zugehörigkeit waren 2,0 Prozent der Bevölkerung spanischer oder lateinamerikanischer Abstammung.
21,5 Prozent der Bevölkerung waren unter 18 Jahre alt, 61,1 Prozent waren zwischen 18 und 64 und 17,4 Prozent waren 65 Jahre oder älter. 46,5 Prozent der Bevölkerung war weiblich.
Das mittlere jährliche Einkommen eines Haushalts lag bei 57.331 USD. Das Pro-Kopf-Einkommen betrug 40.895 USD. 7,0 Prozent der Einwohner lebten unterhalb der Armutsgrenze.

## Orte
Neben Streubesiedlung leben die Bewohner der Garden Plain Township in folgenden Ortschaften:
City
- Fulton1

Village
- Albany2

Unincorporated Communities
- East Clinton
- Garden Plain

1 – überwiegend in der Fulton Township

2 – überwiegend in der Albany Township